# هلال محمدف
هلال محمدف (۱۹۵۹، آستارا) روزنامه‌نگار و فعال حقوق بشر تالش‌تبار اهل جمهوری آذربایجان است.

## سرگذشت
هلال محمدف دارای دکترای ریاضی-فیزیک است. او در دوران جمهوری تالش سمت نخست‌وزیری را در آن جمهوری داشت.او که هم‌اکنون دارای سمت سردبیر نشریه «تولشی صدو» (صدای تالش) است. توسط رژیم جمهوری آذربایجان در سال ۲۰۰۲ دستگیر و در یک محاکمه فرمایشی به ۶ سال زندان محکوم شد.